# 288 v.Chr.
Het jaar 288 v.Chr. is een jaartal volgens de christelijke jaartelling.

## Gebeurtenissen

### Griekenland
- Demetrius Poliorcetes maakt plannen om Klein-Azië binnen te vallen, Lysimachus, Ptolemaeus I en Seleucus I sluiten een alliantie.
- Demetrius Poliorcetes belegert Athene, Pyrrhus van Epirus verovert Thessalië.
- Lysimachus en Pyrrhus van Epirus verdelen Macedonië, Demetrius Poliorcetes vlucht naar Griekenland.
- Antigonus II Gonatas wordt gouverneur van Griekenland en behoudt de Griekse eilanden in de Egeïsche Zee.
- Aristarchus van Samos beweert dat de zon het centrum van het heelal is, deze theorie wordt het heliocentrisme genoemd.

### India
- De heilige Bodhiboom (Sri Maha Bodhi) waaronder Boeddha is "verlicht" in Anuradhapura, wordt op Sri Lanka geplant.